# Operação Foxley
Operação Foxley foi um plano de assassinato de Adolf Hitler idealizado em 1944 pelo Special Operations Executive (SOE) britânico mas nunca levado adiante. Historiadores acreditam que o atentado seria realizado entre 13-14 de julho de 1944, durante uma das visitas de Hitler à Berghof, sua residência e quartel-general em Obersalzberg, Berchtesgaden, nos Alpes Bávaros, sul da Alemanha.

## Planos anteriores
Um dos primeiros planos do SOE para matar Hitler foi tentar explodir o trem em que ele viajava. O SOE tinha grande experiência em descarrilar trens usando explosivos, mas o plano foi desfeito porque o líder nazista tinha uma agenda de viagens muito irregular e imprevisível e as estações só eram informadas de sua chegada poucos minutos antes delas acontecerem. Outro plano era colocar um veneno sem gosto mas letal no abastecimento de água potável do trem blindado que o conduzia pela Europa ocupada, mas este também foi abandonado pela necessidade de se conseguir a colaboração de alguém de dentro da comitiva de Hitler, o que foi impossível.

## O franco-atirador
Finalmente, um assassinato usando um sniper foi considerado pela Inteligência o plano mais viável de ser executado com sucesso. No verão de 1944, um alemão que tinha feito parte da guarda pessoal do Führer em Berghof foi feito prisioneiro na Normandia. Ele revelou que diariamente Hitler fazia uma caminhada de cerca de 1 km entre sua mansão e uma casa de chá construída na área da propriedade e que gostava de fazer esse passeio sozinho. A caminhada levava cerca de vinte minutos e era feita sempre por volta das dez horas da manhã. Ele ficava desprotegido perto de certa área de arbustos, fora de observação das sentinelas do complexo. Quando Hitler estava em Berghof, uma bandeira nazista era içada acima do complexo e vista dos cafés de Berchtesgaden.
O plano básico da Operação Foxley era matá-lo com um tiro de longa distância enquanto realizasse essa caminhada entre Berghof e a Teehaus. O SOE lançaria de pára-quedas um polonês fluente em alemão e um atirador britânico na área em volta de Obersalzberg usando uniforme e armamento alemães. Eles deveriam se infiltrar no complexo até encontraram uma posição que permitisse uma visão limpa do caminho percorrido por Hitler, dentro de um alcance para rifle de 300 metros. Fotos detalhadas do local forma providenciadas por aviões de reconhecimento, mostrando até a cor dos uniformes de seus guarda-costas. 
Um atirador foi recrutado e o plano submetido ao gabinete de Winston Churchill. O atirador treinava em alvos móveis (manequins humanos) com um rifle 98k, padrão da Wehrmacht, sob condições que simulavam o atentado real. A espionagem britânica conseguiu um auxílio interno: um alemão chamado Heidentaler, um veemente anti-nazista tio de um soldado capturado, vivia em Salzburgo, há 20 km de Berghof, do lado austríaco da fronteira. Comerciante local, ele visitava regularmente um campo de tiro existente a 16 kms de Berghof.
Apesar de enfrentar resistências na cadeia de comando militar e em escalões do governo, o plano foi defendido pelo chefe do diretório alemão do SOE e pelo primeiro-ministro. Os dois homens seriam lançados de pára-quedas e abrigados na casa de Heidentaler. Depois, procurariam a posição ideal para o tiro, uniformizados como soldados de montanha da Wehrmacht.
A operação, entretanto, nunca teve uma ordem de execução, por causa da controvérsias existente no alto-comando britânico sobre as vantagens de matar Hitler naquela altura da guerra. Alguns argumentavam que a Alemanha estava quase derrotada e que se seu líder fosse assassinado ele seria transformado num mártir posteriormente, fazendo crescer especulações sobre se a Alemanha poderia ter vencido com ele vivo. Como a ideia geral era não apenas derrotar a Alemanha mas derrotar e erradicar o nazismo, esta premissa era extremamente indesejável. Um ponto era altamente desfavorável às pretensões dos que apoiavam o atentado. Com a morte de Hitler, os nazistas, se continuassem em guerra,  provavelmente passariam a produzir em massa os caças a jato Messerschmitt Me 262, criando uma maior paridade na guerra aérea, o que Hitler não havia permitido até o momento, querendo transformar a moderna arma alemã apenas num bombardeiro, apesar das súplicas de Albert Speer e Hermann Göring.  De qualquer maneira, havia advogados da causa em ambas as posições, mas o plano nunca foi levado adiante porque a ordem efetivamente nunca foi dada e não se chegou a nenhuma decisão. De qualquer maneira, Adolf Hitler deixou Berghof pela última vez em 14 de julho de 1944 para nunca mais voltar. Seis dias depois, ele sofreria o mais sério atentado à sua vida, mas perpetrado por oficiais alemães.

Capa do documentário da BBC sobre a Operação Foxley.

## Documentário
Em 2003, a BBC transmitiu um docudrama sobre a operação chamado Killing Hitler, uma combinação de dramatização com filmes de arquivos históricos, depoimentos de envolvidos e uma análise geral nos dias de hoje. Os historiadores e planejadores militares analisam no filme o que poderia ter ocorrido se a operação fosse levada adiante e fosse bem-sucedida. A morte de Hitler naquela época provavelmente acabaria com a guerra e teria salvado cerca de 10 milhões de vidas humanas, pela suspensão de bombardeios aéreos sobre as cidades alemãs e ocupadas pelos nazistas, pela libertação dos campos de concentração  e pelo fim da luta na frente oriental contra a União Soviética.
Os mesmos analistas, porém, também acreditam que o plano nunca seria bem-sucedido, com os assassinos sendo descobertos ao se aproximarem da área de Berghof antes de conseguirem se posicionar para o tiro, mas que, se eles tivessem conseguido se posicionar, haveria uma grande chance de matar Hitler.